# TechTV
TechTV (11 maj 1998 – 28 maj 2004) var en amerikansk kabel- och satellit-TV-station som sände dygnet runt och var placerad i San Francisco, Kalifornien. Kanalen erbjöd nyheter och program och datorer, teknologi och Internet. Under sina sex år sändes TechTV i 70 länder, nådde 43 miljoner hushåll och hade ungefär 1,9 miljoner unika besökare i månaden på stationens officiella webbplats.

## Namn
Kanalen hette från början ZDTV enligt ägaren Ziff-Davis när den hade premiär 11 maj 1998. Senare tog Paul Allens Vulcan Ventures över. Vulcan Ventures sålde TechTV till G4 Media (ägt av Comcast) som sammanfördes med TV-spelskanalen G4 i maj 2004 och blev då G4techTV. I februari 2005 ändrades namnet tillbaka till G4, så namnet TechTV togs bort helt.

## Programvärdar och personligheter
Några av personligheterna och programvärdarna i TechTV och G4techTV var Leo Laporte, Kate Botello, Patrick Norton, Chris Pirillo, John C. Dvorak, Adam Sessler, Kevin Rose, Martin Sargent, Morgan Webb, James Kim, Sumi Das, Stephanie Siemiller, Erica Hill, Victoria Recano och Jim Louderback.

## Program
TechTV sände även andra teknikrelaterade program på amerikansk TV.
- Anime Unleashed
- AudioFile
- Beyond Tomorrow
- Big Thinkers
- Body Hits
- Call for Help
- Computer Shopper
- Conspiracies
- CyberCrime
- Dash's Animation House
- Digital Avenue
- Eye Drops
- Fresh Gear
- Future Fighting Machines
- Internet Tonight
- Invent This!
- Living With the Future (internationell)
- Max Headroom
- The Money Machine
- Nerd Nation
- Page View
- Performance
- Plastic Surgery (internationell)
- Robot Wars
- The Screen Savers
- Secret, Strange & True
- Silicon Spin
- Spy School
- Strange Science (internationell)
- TechLive (tidigare ZDTV News (1998–2000) och TechTV News (2000-2001))
- Techno Games
- The Tech of
- Thunderbirds
- Titans of Tech
- Tomorrow's World
- Unscrewed with Martin Sargent
- Wired For Sex
- Working the Web
- X-Play (tidigare GameSpot TV (1998–2000) och Extended Play (2000-2002))
- You Made It
- Zip File

## Återförening
Det är möjligt att TechTV återförenas någon gång i framtiden. Det meddelade Leo Laporte i sin blogg 21 juli 2006. Mer information meddelades även av Chris Pirillo i sin blogg.